# Lijst van beschermd erfgoed in Somme-Leuze
Onderstaande tabel geeft een overzicht van de beschermde erfgoederen in de gemeente Somme-Leuze. Het beschermd erfgoed maakt deel uit van het cultureel erfgoed in België.
| Object | Bouwjaar/architect | Deelgemeente | Adres                                                      | Coördinaten                   | Nummer?                | Afbeelding |
| --- | ------------------ | ------------ | ---------------------------------------------------------- | ----------------------------- | ---------------------- | ---------- |
| Kapel ('Chapelle de la Nativité de la Vierge')                                                            |                    |              | Chardeneux (Bonsin)                                        | 50° 22' 27" NB, 5° 21' 49" OL | 91120-CLT-0001-01 Info |            |
| Toren van de kerk Saint-Martin                                                                            |                    |              | Bonsin                                                     | 50° 22' 17" NB, 5° 22' 49" OL | 91120-CLT-0002-01 Info |            |
| Landelijk gebouw                                                                                          |                    |              | rue du Centre n°33, (actueel: rue de Borlon, n°14), Bonsin | 50° 22' 22" NB, 5° 22' 51" OL | 91120-CLT-0003-01 Info |            |
| Toren van de kerk Notre-Dame                                                                              |                    |              | Heure                                                      | 50° 17' 37" NB, 5° 17' 46" OL | 91120-CLT-0004-01 Info |            |
| Kerk Saint-Martin, kerkhofmuur en het ensemble gevormd door het gebouw en de begraafplaats                |                    |              |                                                            | 50° 17' 30" NB, 5° 15' 46" OL | 91120-CLT-0005-01 Info |            |
| Kasteelboerderij, de kapel Saint-Roch en het ensemble gevormd door deze gebouwen en de omliggende gronden |                    |              | rue de Somal n°11                                          | 50° 19' 47" NB, 5° 19' 12" OL | 91120-CLT-0006-01 Info |            |